# Syrische wilde ezel
De Syrische wilde ezel (Equus hemionus hemippus) is een uitgestorven ondersoort van de onager, een soort ezel.

## Verspreiding en leefgebied
De ondersoort kwam voor in de bergen, woestijn en op de steppes van Syrië. Het laatste nog wilde dier werd gezien in Jebal Sinjar in 1827 en het laatst nog levende exemplaar is gestorven in gevangenschap in de Tiergarten Schönbrunn in 1928.